# مقاطعة لافاييت (أركنساس)
مقاطعة لافاييت (بالإنجليزية: Lafayette County)‏ هي إحدى مقاطعات ولاية أركنساس في الولايات المتحدة الأمريكية.

## أعلام
- جيمس سيفير كونواي